# Інтелектуальна побутова техніка
Інтелектуальна побутова техніка (розумна побутова техніка) — новий клас побутової техніки, яка, зазвичай, має вбудований одноплатний комп'ютер і оснащена штучним інтелектом, автоматично працює за заздалегідь розробленою програмою або ж по командах що подаються з боку споживача.
Ці пристрої, зазвичай, мають підключення до інтернету, а також можуть взаємодіяти з системами контролю і управління «розумним будинком».
Ця техніка призначена для створення комфорту і максимального полегшення домашніх робіт, по-можливості з мінімальною участю людини.

## Історія
Восени 2012 року компанія Panasonic оголосила, що запровадить сумісність з системою HEMS у всю лінійку своїх побутових приладів, таких як: кондиціонери, «розумна» кухонна техніка і системи гарячого водопостачання EcoCute. Panasonic анонсувала повномасштабне виробництво систем управління енергією «SMARTHEMS», призначених для «розумних будинків». Нова система AiSEG дозволяє зв'язати все обладнання і домашні пристрої в єдину мережу, організувавши відображення інформації про роботу сонячних батарей, витрату електрики, газу і води і автоматично контролюючи роботу побутових приладів за допомогою протоколу ECHONET Lite.

## Список інтелектуальної побутової техніки
Список уже наявної в продажу інтелектуальної побутової техніки:
- Інтелектуальна посудомийна машина
- Інтелектуальна пральна машина
- Інтелектуальний телевізор
- Інтернет-кондиціонер
- Інтернет-кавомашина[2]
- Інтернет-холодильник
- Робот-пилосмок